# Гуаиба (водоём)
Гуаиба (порт. Guaíba) — водоём в Бразилии в штате Риу-Гранди-ду-Сул. Классифицируется как озеро и река, расположен между дельтой Жакуи и озером Патус. Находится в агломерации Порту-Алегри, омывая столицу штата Порту-Алегри, а также города Элдораду-ду-Сул, Гуаиба, Барра-ду-Рибейру и Виаман.

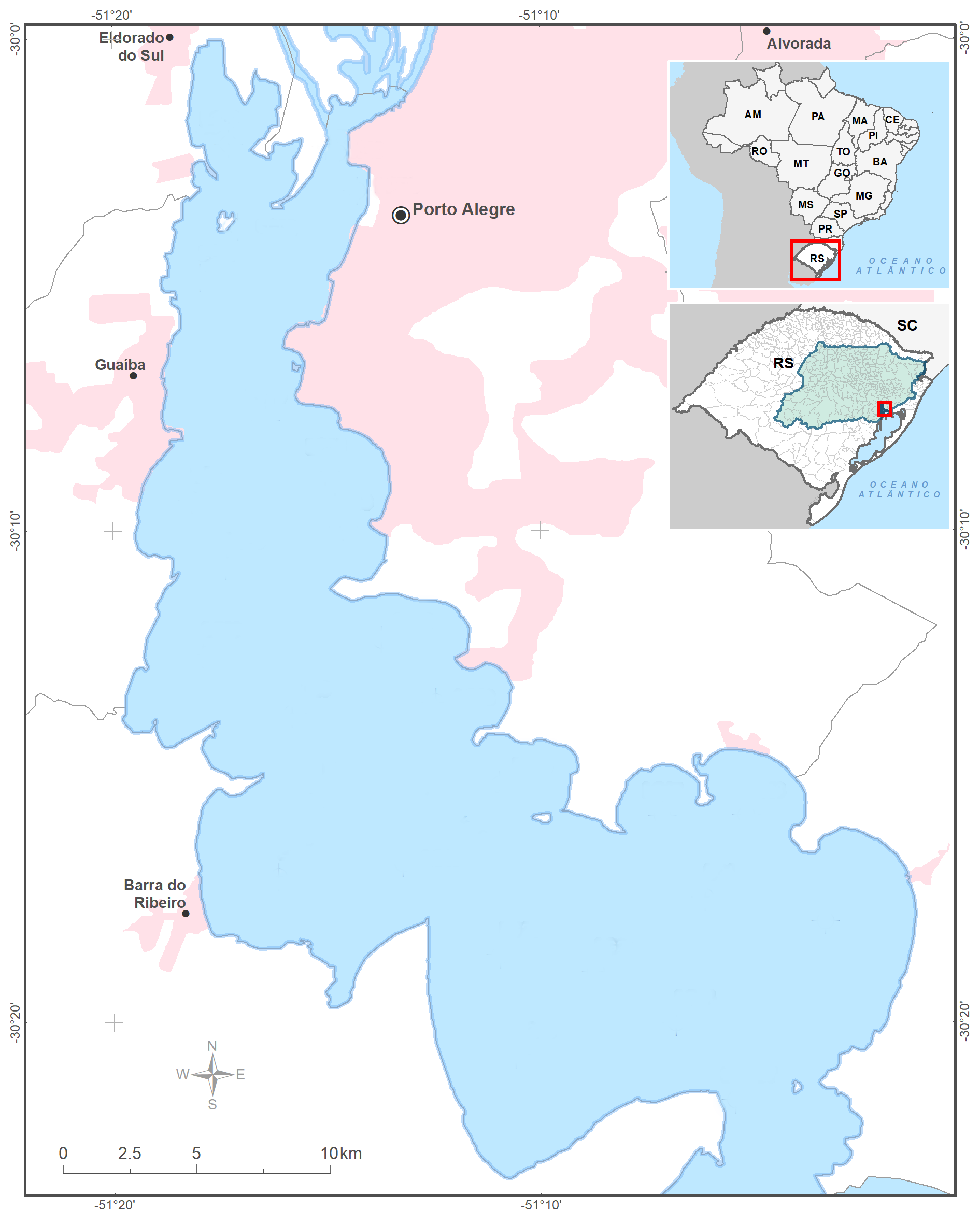
Расположение озера Гуаиба и его гидрографический регион

Гуаиба имеет большое экологическое, экономическое и историко-культурное значение для региона. В настоящее время воды Гуаибы имеют множество применений, таких как водоснабжение, разбавление сточных вод (например, канализации), отдых, рыболовство и навигация (грузовой и общественный транспорт), в дополнение к тому, что они являются частью визуальной идентичности региона. Им управляет Комитет по бассейну озера Гуаиба. Гуаиба была основным источником водоснабжения столицы Риу-Гранди-ду-Сул с момента её основания в начале XVIII века.
За свою историю Гуаиба пережила два крупных паводка: в 1941 и 2024 годах.